# Västergötlands runinskrifter 222
Vg 222 är en medeltida (mitt på 1300-t) kyrkklocka av malm i Malma kyrka, Malma socken och Essunga kommun.
Ödekyrkogård 47x43 m är omgiven av en kallmurad stenmur 0,8-1 m hög och 1,2-1,5 m tjock. I NV hörnet av muren ett fyrkantigt rum 3x3 m omgiven av en stenmur 1,5 m hög och 1 m bred. Den norra och västra väggen bildas med hjälp av kyrkogårdsmuren. På södra sidan finns en 1 m bred öppning. Mitt på murens norra sida finns en port 2 m bred, omgiven av två kallmurade stenpelare 1,2x1,2 m och 2,5 m h. På toppen av varje pelare står ett stenkors 0,6 m hög och 0,5 m bred. Stengrunden mot stenmurens NV hörn är enligt uppgift grunden för klockstapel. Klockorna flyttades till Fridhems kyrka.

## Inskriften
Translitterering av runraden:
a͡u͡æ maria ÷ iæssus + {HAQUINUS MASISTEʀ}
Normalisering till äldre fornsvenska:
Ave Maria Iesus {Haquinus magister}.
Översättning till nusvenska:
Ave Maria! Jesus. 
Bokstavsinskrift: + hAquinus MASISTER
Den gjutna inskriften är retrograd som på klockorna i Hössna (Vg 247) och Älvsered (Vg 253). Doesjka Tilkin översätter hela som "Var hälsad Maria Jesus. Mäster Håkan". Mäster Håkan signerade fyra klockor (Vg 222, Vg 245, Vg 247 och Vg 253), på Vg 247 finns även ett datum 16 juli 1345.